# Pulwar

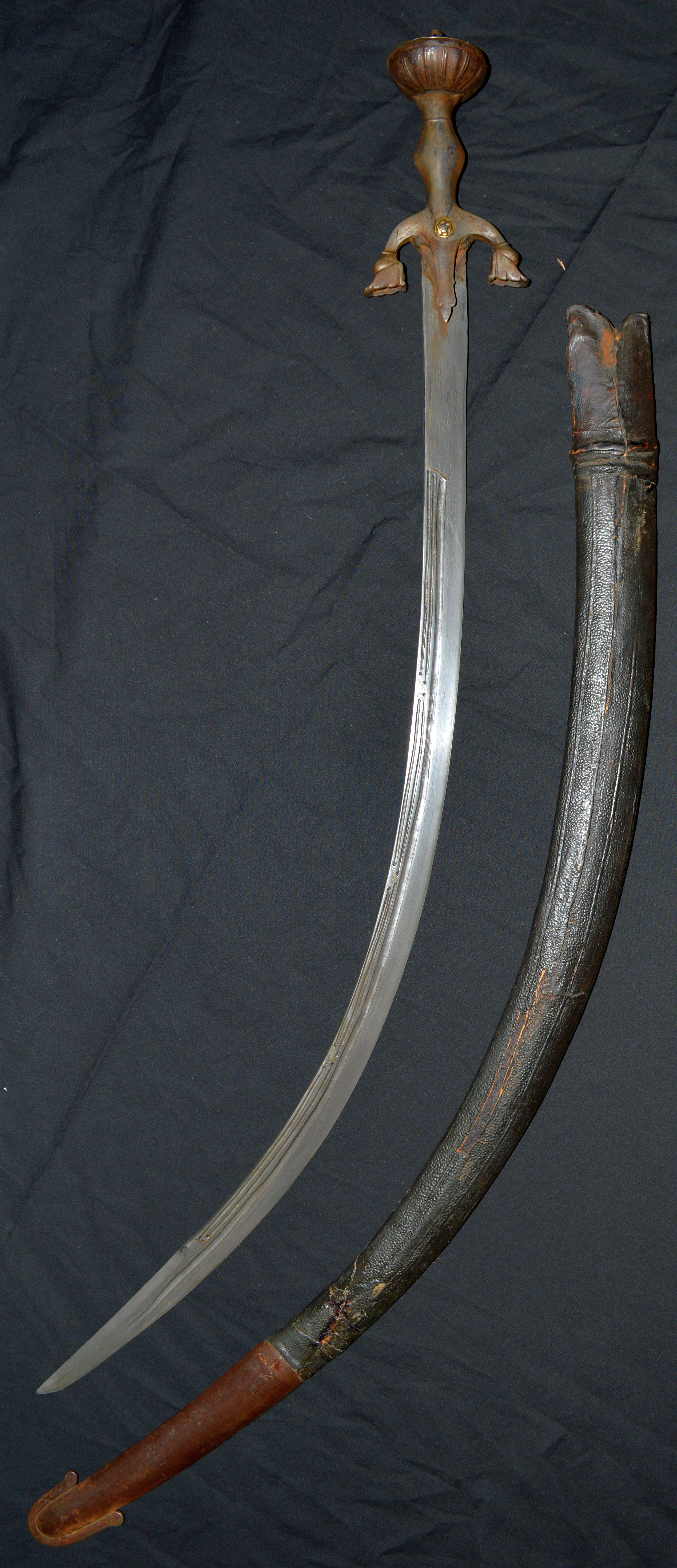
Pulwar

Il Pulwar, anche Pulouar, è la scimitarra sviluppatasi in Pakistan ed Afghanistan dal modello del Talwar, la scimitarra indiana.